# Dremomys ornatus
Dremomys ornatus — вид гризунів родини Sciuridae. Поширення: Китай, В'єтнам, М'янма?, Лаос?. Таксон відокремлено від D. rufigenis.